# Škofovska palica
Škofovska palica, tudi pastoral, (lat. bacalum pastorale = pastirska palica) je umetniško okrašena palica z ukrivljenim zgornjim delom, eden od škofovskih insignij, ki jo nosi škof pri liturgičnih obredih ter je znak škofovske in pastirske službe. Navado, da nosijo palice, so škofje uvedli v zgodnjem srednjem veku, po vzgledu visokih bizantinskih uradnikov, ki so jo nosili kot znak posebne oblasti. Imenovali so jo pastirska palica, saj jih je navdihnil biblijski lik dobrega pastirja. 